# Buenos días, Perú
Buenos días, Perú (abreviado BDP) es un noticiero matutino peruano emitido por la cadena Panamericana Televisión. Es el programa matinal más antiguo del país contando con 42 temporadas hasta la actualidad.

## Historia
El 16 de octubre de 1981, coincidiendo con el 22° aniversario de Panamericana Televisión, nace Buenos días, Perú. Fue el primer programa del país en emitirse desde las 6:00 a. m. (antes las transmisiones se iniciaban a las 11:00 a. m.), emulando formatos similares del extranjero como Good Morning America. Su primer director fue Andy Zagastizábal. En los años 1980 alcanzó las 300 mil personas en audiencia.
En 1985 se lanzó por poco tiempo una edición nocturna denominada Buena noches, Perú.
El noticiero continuó emitiéndose hasta el 30 de julio de 1999, cuando a la semana siguiente su nombre fue cambiado por 24 Horas: Edición Matinal y abandonó el formato magazine. Hasta ese entonces tenía un bloque de espectáculos llamado «Matices», lanzado en 1996 y conducido por Verónica Ayllón (conocida por su programa De película).
El programa retornó al aire el 2 de julio de 2001 bajo la conducción de Federico Salazar (que se mantuvo hasta finales de junio de 2003), Sol Carreño y Valia Barak, estas dos últimas estuvieron hasta fines de año y luego fueron reemplazadas por Mávila Huertas que se mantuvo hasta el 11 de agosto de 2003. Así mismo, volvió el bloque de espectáculos, cuya primera presentadora fue Juliana Oxenford.
En 2007, el programa volvió a renovarse con la dirección de Luis Cáceres Trigoso.
Actualmente es conducido por Pamela Acosta y Claudia Chiroque.

## Presentadores
Algunos de los presentadores de este noticiero fueron:
- Guido Lombardi (1981-1983)
- Jorge Beleván (1981-1986)
- Mannie Rey (1981-1986)
- Ángel Tacchino (1981-1988 y 1991-1994)
- César Hildebrandt (1981-1982)
- Gonzalo Iwasaki (1990-1996, enero-julio de 1999 y diciembre de 2007-diciembre de 2009)[7]
- Luis Rey de Castro (1982-1987)
- Roxana Canedo-Reyes (1982-1987, 1990-1995 y 1998)
- Mauricio Fernandini (1995-1998)
- Mónica Delta (1995-junio de 1998)
- Jessica Tapia (1997-1998 y marzo-diciembre de 2007)
- Luis Ángel Pinasco (1998)
- Guillermo Giacosa (1998-1999)
- Maggi Lañas (1998)
- Enrique Vidal (junio de 1998-julio de 1999)
- Álvaro Ugaz Otoya (junio de 1998-enero de 1999)
- Valia Barak (junio de 1998-julio de 1999, julio de 2001 y enero de 2010-marzo de 2011)
- Sol Carreño (julio-diciembre de 2001)
- Federico Salazar (julio de 2001-junio de 2003)
- Pamela Vértiz (noviembre de 2001-febrero de 2003)
- Melissa Peschiera (noviembre de 2001-julio de 2003)
- Mávila Huertas (diciembre de 2001-agosto de 2003)
- Verónica Linares (diciembre de 2001-junio de 2003)
- Mijaíl Patzl (junio-agosto de 2003)
- Álvaro Maguiña (agosto-septiembre de 2003) (interino)
- Mónica Chacón (agosto-septiembre de 2003) (interina)
- Gunter Rave (septiembre de 2003-diciembre de 2007)
- Karina Borrero (septiembre de 2003-junio de 2005)
- Ana Cecilia Castillo (julio-diciembre de 2005)
- Denise Arregui (enero de 2006-marzo de 2007)
- Adriana Zubiate (enero-diciembre de 2008)
- Giovanna Constantini (enero-junio de 2009)
- Rosana Cueva (julio-diciembre de 2009)
- Juan Carlos Tafur (julio-diciembre de 2009)
- José Mariño (1996-1997 y enero-diciembre de 2010)
- Beto Ortiz (marzo-octubre de 2011)
- Maribel Toledo-Ocampo (marzo de 2011)
- Augusto Thorndike (octubre de 2011-marzo de 2012)
- Claudia Cisneros (marzo-junio de 2012)
- Jaime Chincha (marzo de 2012-julio de 2015)
- Claudia Hernández (julio de 2012-diciembre de 2013)
- Mabel Huertas Mendoza (noviembre de 2013-diciembre de 2020)
- Pamela Acosta (julio de 2015-presente)
- Francisco «Paco» Flores (enero-febrero de 2021) (interino)
- Claudia Chiroque (febrero de 2021-presente)

### Deportes
- Alfonso "Pocho" Rospigliosi (1981-1985)
- Emilio Lafferranderie "El Veco" (1985-1998)
- Micky Rospigliosi (1998-1999)
- Luis Trisano (1999-2007)
- Alex Risi (2005-2006)
- Coki Gonzáles (2006-2007)
- Phillip Butters (2005-2006)
- Carlos Alberto "Tigrillo" Navarro (2007-2009)
- Omar Ruiz de Somocurcio (2009-2011 y 2019-2024)
- Romina Antoniazzi (2011)
- Ricardo Montoya (2012-2019)

### Espectáculos y afines
- Verónica Ayllón (Bloque "Matices", 1996-1999)
- Juliana Oxenford (Espectáculos, julio de 2001-julio de 2003)
- Karen Dejo (Espectáculos, agosto de 2003) (interina)
- Maricielo Effio (Espectáculos, septiembre de 2003-diciembre de 2004)
- Sofía Franco (Espectáculos, enero-diciembre de 2005)
- Fiorella Rodríguez (Espectáculos, enero de 2006-noviembre de 2007)
- Mónica Cabrejos (Espectáculos, enero-diciembre de 2008)
- Sandra Vergara (Espectáculos, enero-diciembre de 2009)
- Roger del Águila (Espectáculos, enero de 2010-marzo de 2011)
- Giovanna Valcárcel (Espectáculos, enero-julio de 2010)
- Vanessa Jerí (Espectáculos, 2011)
- Georgette Cárdenas (Espectáculos, 2015)
- Rocío Miranda (Espectáculos, 2024-presente)

### Bloque del tiempo
- Úrsula Boza (Tiempo, 2008)

## Cortinas musicales
La primera cortina musical de Buenos Días Perú fue un fragmento de Talking Out of Turn de Moody Blues, en 1987 cambió a The News Image de Tuesday Productions. El tema musical que por más tiempo se ha utilizado es News for you de Jeffrey Conrad (Aircraft Music Library) que identificó al noticiero durante los periodos 1989-1996, 2003-2010 y desde 2012 hasta la actualidad, el canal mandó a grabar un cover del tema anterior utilizado en las temporadas 1998-1999 y 2001-2003, en junio de 2017 se estrenó un nuevo cover del mismo tema.
Otras melodías utilizadas fueron Energy de Craig Palmer (Network Music) en 1999, News in Motion de Mark Haffner (Megatrax Production Music) en 2010, Buenos Días, Perú de Charlie André Figueroa en 2011, etc.

## Logotipos
- 1981-1984

El texto BUENOS DÍAS, PERÚ... en tres líneas y en tipografía Pump Rus, a la derecha, un recuadro que mostraba tomas de video de diversos paisajes del país.
- 1984-1993

El texto en tres líneas: BUENOS en color rojo, DÍAS en color blanco y PERÚ en color rojo, esta vez sin los puntos suspensivos. Debido a las limitaciones tecnológicas, este aparecía en diversos tipos de letra soportados por la tituladora de la época, tanto en mayúsculas como en minúsculas. Desde 1989 se usó en cuñas una versión del texto en 3D en una fuente de tipo Serif.
- 1993-1995

Un cintillo grueso rojiblanco curvo en forma de codo, similar a una escarapela y al costado, el texto BUENOS DÍAS, PERÚ en dos líneas y en tipografía Franklin Gothic Condensed.
- 1995

Un cuadrado conteniendo un cintillo de escarapela similar al anterior, esta vez de colores violeta, gris, celeste y amarillo, debajo de este, un rectángulo rojo que contenía la sigla BDP en tipografía Helvética Black en cursivas.
- 1995-1998

El noticiero pasó a llamarse simplemente Buenos Días, el logo consistía en un cuadrado formado por manchas lineales corrugadas de color azul, rojo, amarillo claro, morado y verde con la representación dibujada de un sol de color blanco y debajo, el título del programa en tipografía Bodoni Bold. En 1997, el noticiero volvió a llamarse Buenos Días, Perú, manteniendo el mismo isotipo superior.  
- 1998-julio de 1999

Tres esferas de color azul, rojo y amarillo dorado, en las partes izquierda y derecha de estas, un par de líneas de color azul, y rojiamarillo que forman las letras bdp y debajo, el texto BUENOS DÍAS, P-E-R-Ú (guiones ovalados de iguales colores que las esferas), en tipografía Bankgothic. 
- Agosto de 1999-julio de 2001

El logo de 24 Horas de aquella época.
- Julio de 2001-septiembre de 2003

El texto BUENOS en amarillo y debajo DÍAS en rojo, ambos en tipografía Impact, y al costado echado hacia la izquierda PERÚ en Times New Roman color blanco. Alrededor de estos aparece un borde decorativo de estilo incaico.
- Septiembre de 2003-noviembre de 2004

Tres cuadrados amarillos que cada uno contenía las letras B, D y P, debajo el texto BUENOS DÍAS PERÚ todo en tipografía Futura. Este logo emulaba al de la cadena británica BBC.
- Noviembre de 2004-noviembre de 2007

Es el simple texto Buenos Días, Perú en dos líneas alineado hacia la derecha, tipografía Gill Sans. En el periodo 2004-2005 al costado izquierdo del logo había una ventana semidoblada en sentido antihorario que emulaba al logo de Panamericana Televisión de la época.
- Noviembre de 2007-junio de 2008

Tres cuadrados juntos que formaban un prisma recto que giraba y cada uno mostraba las letras B, D y P, color dorado tipografía Helvética Black. Los cuadrados también podían aparecer juntos en un plano, emulando al logo usado entre 2003 y 2004.
- Junio de 2008-junio de 2009

Un rectángulo color verde con un mapa del Perú, encima decía en tres líneas BUENOS y DÍAS color blanco y PERÚ en rojo tipografía Arial Bold Condensed.
- Junio-julio de 2009

Se volvió a emplearse el logotipo y paquete gráfico usado entre 2007 y 2008.
- Julio de 2009-enero de 2010

Una representación de un sol y encima en la parte derecha, la palabra BUENOS DÍAS, PERÚ en dos líneas tipografía Eras Bold, la O es representada como un círculo amarillo con dos anillos también amarillos. 
- Enero de 2010-marzo de 2011

La palabra Buenos Días de color blanco o gris y debajo, un rectángulo horizontal blanco o gris con la palabra Perú de color rojo. Las letras están hechas en una tipografía similar a Segoe IU. Este logo tiene una variante que se usaba al lado inferior izquierdo de la pantalla: 3 cuadrados grises que cada uno tenía las letras B, D y P en color rojo, emulando al logotipo de 2003-2004.
- Marzo de 2011-marzo de 2012

Dos lunas crecientes de color anaranjado y celeste y a la derecha y en algunos casos debajo, las letras bdp en tipografía Futura de color rojo. 
- Marzo de 2012-agosto de 2018

El mismo logotipo, pero ya no tiene las lunas crecientes y el texto pasa a ser azul sobre fondo amarillo o amarillo sobre fondo azul.
- Agosto de 2018-junio de 2022

Las siglas BdP gruesas en color amarillo. Y debajo, el texto Buenos días (en dos líneas alineado hacia la derecha) y Perú en blanco encerrada en un rectángulo redondo color azul. Todo en tipografía Bauhaus thin.
- Junio de 2022-presente

La sigla se mantiene, pero esta vez en tipografía Handel Gothic de color amarillo con protuberancias por los lados y debajo, el nombre Buenos Días Perú con la misma tipografía modificada.

## Premios y nominaciones

#### Premios Luces
| Año  | Premio                       | Categoría       | Resultado | Ref.   |
| ---- | ---------------------------- | --------------- | --------- | ------ |
| 2011 | Premios Luces de El Comercio | Mejor noticiero | Nominado  | [ 8 ]  |
| 2013 | Premios Luces de El Comercio | Mejor noticiero | Nominado  | [ 9 ]  |
| 2014 | Premios Luces de El Comercio | Mejor noticiero | Nominado  | [ 10 ] |
| 2015 | Premios Luces de El Comercio | Mejor noticiero | Nominado  | [ 11 ] |

#### Premios Fama
| Año  | Premio                       | Nominación      | Resultado | Ref.   |
| ---- | ---------------------------- | --------------- | --------- | ------ |
| 2019 | Premios Fama de La República | Mejor noticiero | Nominado  | [ 12 ] |